# Estoril Open (golfe)
O Estoril Open foi um torneio masculino de golfe no circuito europeu da PGA em 1999. Foi disputado na Penha Longa, Estoril, Portugal, entre os dias 15 e 18 de abril e foi vencido pelo francês Jean-François Remésy ao acertar o buraco por duas tacadas abaixo do par, 286 (–2), sendo o único jogador a terminar abaixo do par no torneio.

## Campeão

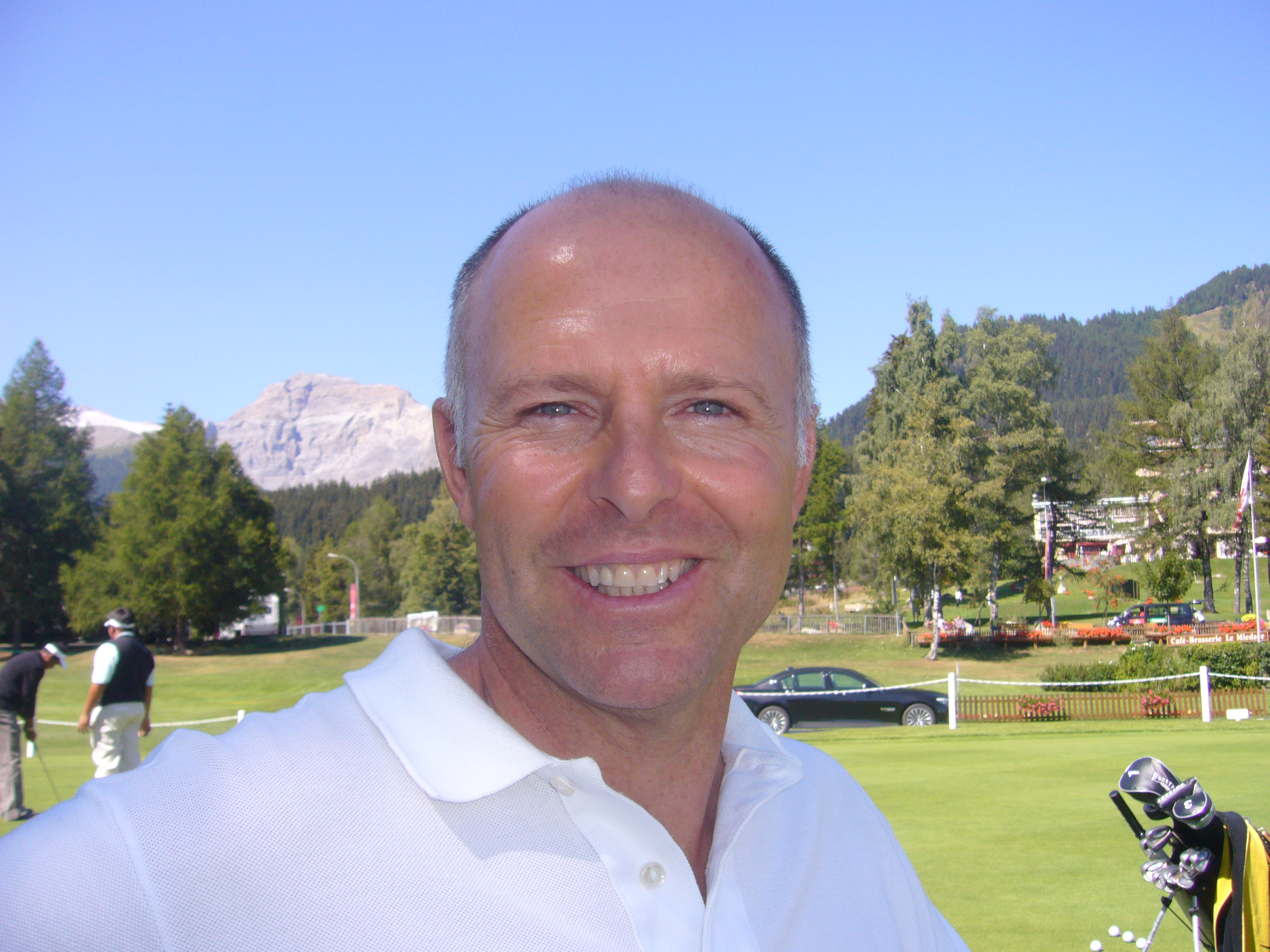
Jean-François Remésy é o grande campeão do torneio.

| Ano  | Campeão              | País   | Pontuação | Par | Margem de vitória | Vice-campeões                                |
| ---- | -------------------- | ------ | --------- | --- | ----------------- | -------------------------------------------- |
| 1999 | Jean-François Remésy | França | 286       | −2  | 2 tacadas         | David Carter Andrew Coltart Massimo Florioli |